# Toskánština
Toskánština je jazyk neboli dialekt italštiny, kterým se mluví v Toskánsku a podobná varianta je také na Korsice.

## Výslovnost slov
Toskánština se liší od italštiny především ve výslovnosti některých souhlásek.

### La cena
V italštině se la cena (večeře) čte: [la čéna], zatímco v toskánštině se čte: [la šéna] a píše la cèna.

### Giocare
V italštině se giocare (hrát) čte: [Džokáre], zatímco v toskánštině se to řekne giocà a čte: [Žo'á], [Žochá] nebo [Žohá]

### Il sole
V italštině se il sole čte: [Il sóle], zatímco v toskánštině se řekne il sòle a čte: [Il cóle] nebo [Ir cóle]

## Další slova
- babbo místo pappà (táta)
- bischero místo stronzo (vzniklo podle pověsti o koupi nemovitostí bez půdy)
- chetàrsi místo fare silenzio (být zticha)
- garbà místo piacere (líbit se)